# Sabinella
Sabinella is een geslacht van weekdieren uit de klasse van de Gastropoda (slakken).

## Soorten
- Sabinella bonifaciae (F. Nordsieck, 1974)
- Sabinella chathamensis Bartsch, 1917
- Sabinella cysticola (Koehler & Vaney, 1925)
- Sabinella infrapatula (Murdoch & Suter, 1906)
- Sabinella meridionalis Bartsch, 1917
- Sabinella munita (Hedley, 1903)
- Sabinella orbignyana (Hupé, 1860)
- Sabinella pachya (Dautzenberg & H. Fischer, 1896)
- Sabinella schoutanica (May, 1915)
- Sabinella shaskyi Warén, 1992
- Sabinella troglodytes (Thiele, 1925)